# Brigitte Smets
Brigitte Smets (Hasselt, 10 oktober 1958) is een Belgisch politica voor de sp.a.

## Biografie
Ze werkte een tijdlang voor De Voorzorg, de Socialistische Mutualiteiten als bediende. Ze deed haar intreden in de gemeenteraad van Hasselt na de gemeenteraadsverkiezingen van 1988, zes jaar later werd ze aangesteld als schepen. Sinds de provincieraadsverkiezingen van 1994 zetelde ze ook in de provincieraad van de provincie Limburg. In 2007 nam ze ontslag als provincieraadslid.
Na de provincieraadsverkiezingen van 2012 zetelde ze opnieuw als provincieraadslid voor de provincie Limburg. In 2016 werd ze in opvolging van Nadja Vananroye, die burgemeester werd, voorzitter van het OCMW. Na de gemeenteraadsverkiezingen van 2018 kreeg ze van haar partij geen schepenambt meer toegewezen.